# 铜仁八棘虫
铜仁八棘虫（学名：Octospina tongrensis）为棘泡科八棘虫属的动物。在中国，分布于贵州等，营寄生生活，寄生在鲩的鳔和胆囊。